# Komuna e Bërzhitës
Komuna e Bërzhitës är en kommun i Albanien.   Den ligger i prefekturen Qarku i Tiranës, i den centrala delen av landet, 14 km sydost om huvudstaden Tirana.
```
Runt Komuna e Bërzhitës är det ganska tätbefolkat, med 
192
 invånare per kvadratkilometer.
[
2
]
```